# La casa de la zorra
La casa de la zorra es una película de comedia musical mexicana de 1945 dirigida por Juan José Ortega y protagonizada por Virginia Fábregas, Isabela Corona y Alberto Galán.

## Argumento
Una mujer, que regenta una casa de juegos y es apodada «La zorra», recibe con mucha alegría la llegada de su hijo. Sin embargo, «La zorra» se entera de que su negocio está al borde de la quiebra por culpa de los despilfarros de su hijo, quien planea fugarse con una joven de la que se enamora.

## Reparto
- Virginia Fábregas como Señora Adriana / La zorra.
- Isabela Corona como Nancy.
- Alberto Galán como Carlos Velasco.
- Sara Guasch como Isabel Manrique (acreditada como Sara Guash).
- Susana Guízar como Teresa.
- Ricardo Montalbán como Alberto Salcedo.
- Carlos Orellana como Ancona.
- Andrea Palma como Lucía Velasco.
- Andrés Soler como Esteban.
- Julio Villarreal como Don Julio.
- Manolo Fábregas como Joven borracho en casa de juegos.
- Felipe Montoya como Fernández.
- Fanny Schiller como Invitada a fiesta.
- Mimí Derba como Esposa del embajador.
- Roberto Cañedo como Empleado de Julio.
- Carlos Villarías como Embajador.
- Lola Tinoco como Lupe, sirvienta (acreditada como Dolores Tinoco).
- Shilinsky como Amigo de joven borracho (acreditado como Schillinsky).
- Luis Aceves Castañeda como Hombre en casa de juegos (no acreditado).
- Daniel Arroyo como Invitado a fiesta (no acreditado).
- Manuel Buendía como Repartidor de cartas (no acreditado).
- Ricardo Carti como Invitado a fiesta (no acreditado).
- Roberto Corell como Florista francés (no acreditado).
- Ana María Hernández como Invitada a fiesta (no acreditada).
- Héctor Mateos como Hombre casa de juegos (no acreditado).
- Rubén Márquez como Hombre en casa de juegos (no acreditado).
- Daniel Pastor como Héctor, hijo de Lucía (no acreditado).
- Ignacio Peón como Cantinero (no acreditado).
- José Luis Rojas como Hombre en casa de juegos (no acreditado).
- Manuel Trejo Morales como Hombre en casa de juegos (no acreditado).
- Aurora Zermeño como Amiga de Alberto (no acreditada).

## Lanzamiento
La película fue estrenada el 6 de diciembre de 1945 en el cine Palacio.